# Французький інститут Далекого Сходу
Французький інститут Далекого Сходу (ФІДС) (фр. L'École française d'Extrême-Orient (EFEO) — французький інститут, що спеціалізується на вивченні азійських спільнот, заснований в 1898 році як «Археологічна місія в Індокитаї».

## Історія
Був дослідницькою організацією, на зразок тих, що вже до цього були створені в Римі та Афінах.
Спочатку розташовувався в Сайгоні, потім в Ханої, весь час до початку Другої світової знаходився під патронажем генерал-губернатора Індокитаю.
У 1954 році (поразка Франції при Дьєнб'єнфу) штаб-квартира ФІДС переїхала на постійне місце в Париж.
У сферу наукових інтересів входять Південна і Південно-Східна Азія, Далекий Схід. Регіональні дослідницькі центри знаходяться в Гонконзі (КНР), Пуні і Пудучеррі (Індія), Джакарті (Індонезія), Кіото і Токіо (Японія), Пномпені і Сиємреапі (Камбоджа), Сеулі (Південна Корея), В'єнтьяні (Лаос), Куала-Лумпурі (Малайзія), Рангуні (Бірма), Бангкоку і Чіангмаї (Таїланд), Тайбеї (Тайвань), Ханої (В'єтнам).